# 셀리오
셀리오(Celio)는 프랑스의 의류 기업이다. 남자 의류를 취급하고 있으며, 생투앵에 본사가 있다.